# Legendární parta
Legendární parta (Rise of the Guardians) je počítačově animovaný film z roku 2012 od DreamWorks Animation režie Petera Ramseya.

## Děj
Ve světě, kde existují bájné a mytické bytosti, se zlý Stín pokusí ovládnout svět tím, že strachem dětí zničí skupinu jejich ochránců, známých jako “Strážci”. 
Tato skupina Strážců je tvořena čtyřmi členy, jimiž jsou Santa Claus, Velikonoční králíček, Zoubková víla a pán snů Sandman. 
Santa Claus zjistí o hrozbě, kterou stín představuje a proto svolá ostatní strážce, aby si vybrali pátého člena, jímž se má stát Jack Frost. 

## Obsazení
| Chris Pine      | Jack Frost     |
| Alec Baldwin    | North          |
| Hugh Jackman    | Bunnymund      |
| Isla Fisher     | Zoubková víla  |
| Dakota Goyo     | Jamie Bennett  |
| Georgie Grieve  | Sophie Bennett |
| Jacob Bertrand  | Monty          |
| Kamil McFadden  | Claude         |
| Khamani Griffin | Caleb          |